# Lasgo

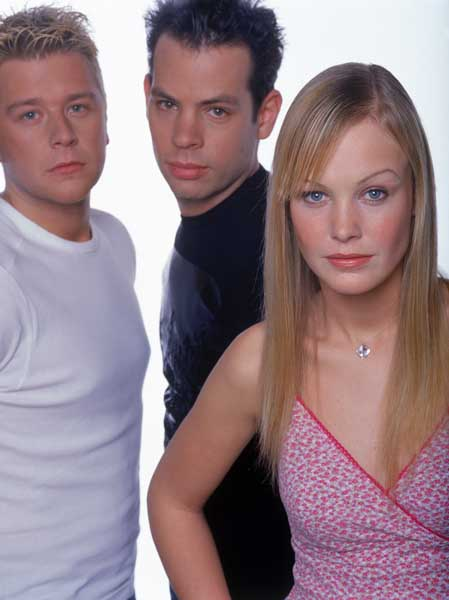
Tre av Lasgos medlemmar, David Vervoort, Peter Luts och Evi Goffin, 2001.

Lasgo är en belgisk musikgrupp bildad 2000 som främst spelar trance. Bland deras större hitlåtar märks Something och Surrender.